# Pittosporum qinlingense
Pittosporum qinlingense là một loài thực vật có hoa trong họ Pittosporaceae. Loài này được Y. Ren & X. Liu mô tả khoa học đầu tiên năm 2002.